# پادن سیتی (ویرجینیای غربی)
پادن سیتی(به انگلیسی: Paden City) شهری در ایالت ویرجینیای غربی کشور ایالات متحده آمریکا است که جمعیت آن در سرشماری سال ۲۰۱۰ میلادی، ۲٬۶۳۳ نفر بوده‌است.

## موقعیت جغرافیایی
موقعیت جغرافیایی شهرها و مناطق اطراف به شرح زیر است: